# François-Joseph Cantraine

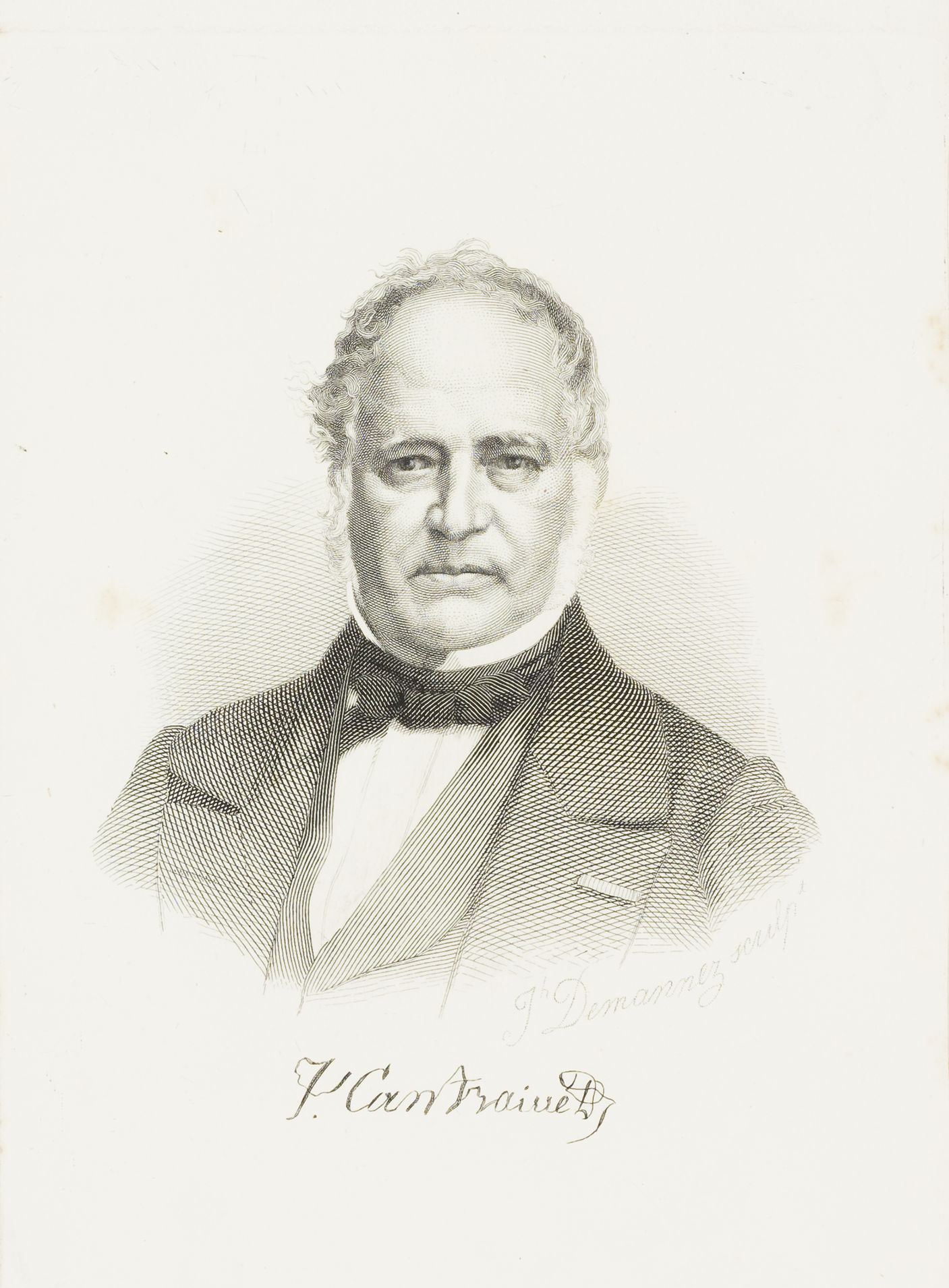
François-Joseph Cantraine

François-Joseph Cantraine (Elzele, 1 december 1801 - Gent, 22 december 1861) was een Belgisch zoöloog die de weekdieren en vissen bestudeerde. Hij studeerde aan de Rijksuniversiteit Leuven. In 1835 werd hij benoemd aan de Rijksuniversiteit van Gent en in 1840 verscheen zijn belangrijkste werk: "Malacologie méditerranéenne et littorale, ou description des mollusques qui vivent dans la Méditerranée ou sur le continent de l'Italie, ainsi que des coquilles qui se trouvent dans les terrains tertiaires italiens; avec des observations sur leur anatomie, leurs mœurs, leur analogie et leur gisement."
- Bibliothèque nationale de France: cb102647041 (data)
- Gemeinsame Normdatei: 1321835280
- International Standard Name Identifier: 0000 0000 7828 4868
- Nederlandse Thesaurus van Auteursnamen: 130565970
- Istituto Centrale per il Catalogo Unico: NAPV054578
- Système universitaire de documentation: 190833882
- Virtual International Authority File: 355600
- WorldCat: E39PBJgmTq8KBQQXprBXMr9hpP